# Khủng hoảng Kênh đào Suez
Khủng hoảng Kênh đào Suez (tiếng Ả Rập: أزمة السويس - العدوان الثلاثي ʾAzmat al-Sūwais/Al-ʿIdwān al-Thalāthī; tiếng Pháp: Crise du canal de Suez; tiếng Hebrew: מבצע קדש Mivtza' Kadesh "Chiến dịch Kadesh" hay מלחמת סיני Milhemet Sinai, "Chiến tranh Sinai") là một cuộc chiến tranh giữa một bên là liên quân giữa Vương quốc Anh, Pháp, Israel và một bên là Ai Cập bắt đầu từ ngày 29 tháng 10 năm 1956.
Cuộc tấn công diễn ra sau quyết định của Ai Cập về việc quốc hữu hóa kênh đào Suez, sau việc Anh và Hoa Kỳ rút khỏi dự án tài trợ xây dựng Đập Aswan, một động thái đáp trả việc Ai Cập công nhận Cộng hòa Nhân dân Trung Hoa trong thời kỳ đỉnh điểm căng thẳng giữa Trung Quốc và Đài Loan.
Liên minh giữa ba quốc gia, đặc biệt là Israel, đã khá thành công trong việc đạt được các mục tiêu quân sự trước mắt, nhưng áp lực từ Hoa Kỳ và Liên Xô tại Liên Hợp Quốc và nhiều nơi đã buộc liên minh này phải rút lui. Anh và Pháp hoàn toàn thất bại với mục tiêu chính trị và chiến lược trong việc kiểm soát Kênh đào Suez, Israel đã đạt được vài mục tiêu, trong đó có việc giành được quyền tự do lưu thông hàng hải qua eo biển Tiran và làm lắng dịu tranh chấp biên giới Ai Cập-Israel thông qua UNEF.